# Joseph Weber
Joseph Weber (27 maig 1919, Paterson, Nova Jersey, EUA - 30 setembre 2000, Pittsburgh, Pennsilvània, EUA) fou un destacat físic estatunidenc que treballà en el camp dels raigs làser i dissenyà el primer detector d'ones gravitacionals.
Fill d'una família d'immigrant de l'est d'Europa el 1940 es graduà a l'Acadèmia Naval dels Estats Units i fou assignat al portaavions USS Lexington (CV-2). Sobrevisqué a l'atac d'avions japonesos que l'enfonsaren el 8 de maig de 1942, en la batalla del Mar del Corall. Després comandà un submarí caçador i desembarcà a Sicília en la invasió d'Itàlia el 1943. S'encarregà del programa de l'Armada en contramesures electròniques i adquirí una gran experiència en comunicacions per ràdio i amb l'ús del radar. Acabada la guerra acceptà un lloc de professor a la Universitat de Maryland el 1948 i, mentre ensenyava allà, obtingué el doctorat en física a la Universitat Catòlica d'Amèrica el 1951. Gairebé al mateix temps, s'adonà que les molècules en un estat energètic excitat podrien amplificar la llum coherent, que és l'element crucial d'un làser. El 1972 es casà amb Virginia Trimble, astrònoma de la Universitat de Califòrnia a Irvine, i escriptora.
Weber s'interessà per les ones gravitacionals predites per Albert Einstein el 1916 a partir del desenvolupament de la seva teoria de la relativitat. Els cataclismes còsmics, com ara el col·lapse d'una estrella o el xoc de dues estrelles, haurien d'emetre ones gravitacionals, que farien estirar i encongir l'espai, i tota la matèria, per allà on passessin. Per detectar-les dissenyà un experiment amb una barra d'alumini de més d'una tona. La barra fou suspesa per cables i aïllada de les vibracions. Els sensors a la barra detectarien una mena de ping induït per les ones gravitacionals a mesura que passassin. Tanmateix el seu detector no aconseguí detectar cap ona gravitacional.